# Willi Vogel (Maler)
Willi Vogel (* 25. Oktober 1909 in Aumund-Fähr, Kreis Blumenthal; † 1. Januar 1987 im Teufelsmoor) war ein deutscher Landschaftsmaler. Er gehört zur 2. Künstlergeneration in Worpswede. 

## Leben
Als Sohn eines Nietmeisters erlernte Vogel nach dem Abschluss der Volksschule den Beruf Maschinenschlosser bei der Werft Bremer Vulkan. Sein Wunsch, Maler zu werden, war groß. Er ging an die Malschule in Buxtehude. Nach 1945 richtete er sich ein erstes eigenes Atelier in der Blumenthaler Wasserburg ein. Vogel studierte zunächst an der Bremer Kunstschule am Wandrahm, dann in der Privatschule von Karl Kriete in Bremen-Lesum, wo er Meisterschüler war. Das Geld, das er mit seinen ersten Bildern verdiente, stiftete er für Flüchtlinge in Hiddigwarden. 
In den ersten Jahren nach dem Zweiten Weltkrieg waren Bauernhöfe bevorzugtes Motiv für seine Gemälde. Außerdem standen immer wieder maritime Themen und norddeutsche Flusslandschaften im Mittelpunkt seiner Werke. Vogel war fasziniert von der Gegend rund um Worpswede und wählte die Teufelsmoor-Landschaft immer wieder als Motiv für seine Bilder. Um vor allem jungen Menschen die norddeutsche Heimat nahe zu bringen, hielt er in Bremen zahlreiche Vorträge. Diese waren Teil seines Engagements für die Hansestadt Bremen. Am 23. Oktober 1983 wurde ihm das Bundesverdienstkreuz am Bande von Bundespräsident Carstens für seinen Beitrag zur Aufrechterhaltung lebendiger Beziehungen zwischen Bürgern und Kunst verliehen. Ab 1981 hatte Vogel sein Atelier an der Mühlenstraße in Bremen-Blumenthal.
Das ehemalige Mitglied der Bremischen Bürgerschaft (SPD), Grete Vogel, ist seine Tante. Die Malerin Renate Vogel-Stelling ist seine Nichte.

## Werke
Gemeinsam mit seiner Meisterschülerin „Eva“ (1940–2014) gestaltete Willi Vogel die Rückwand der Tribüne des Burgwall-Stadions in Bremen-Blumenthal mit 24 großformatigen Einzelbildern. Sie zeigen Landschaften, Genre- und Blumenmotive.

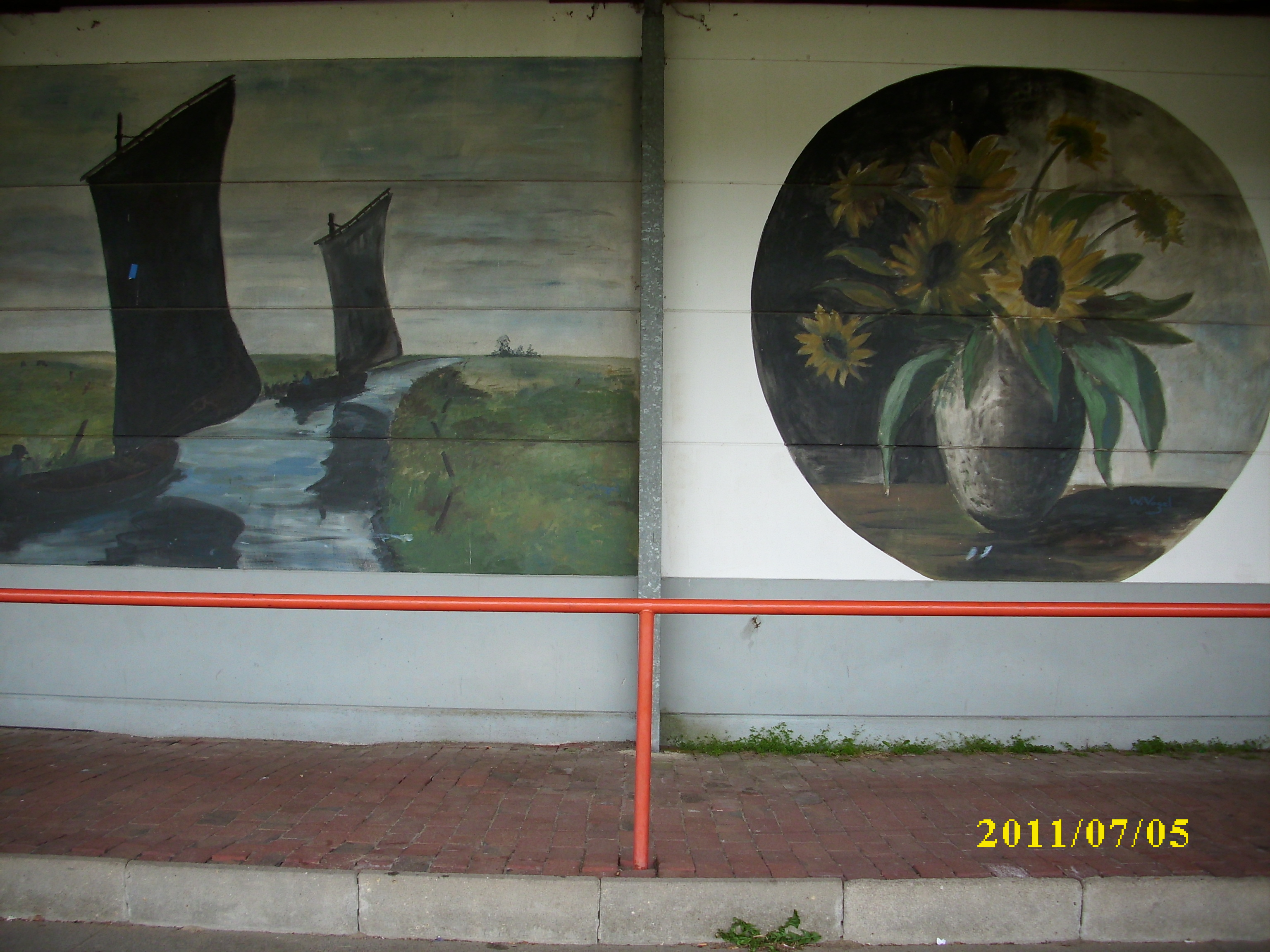
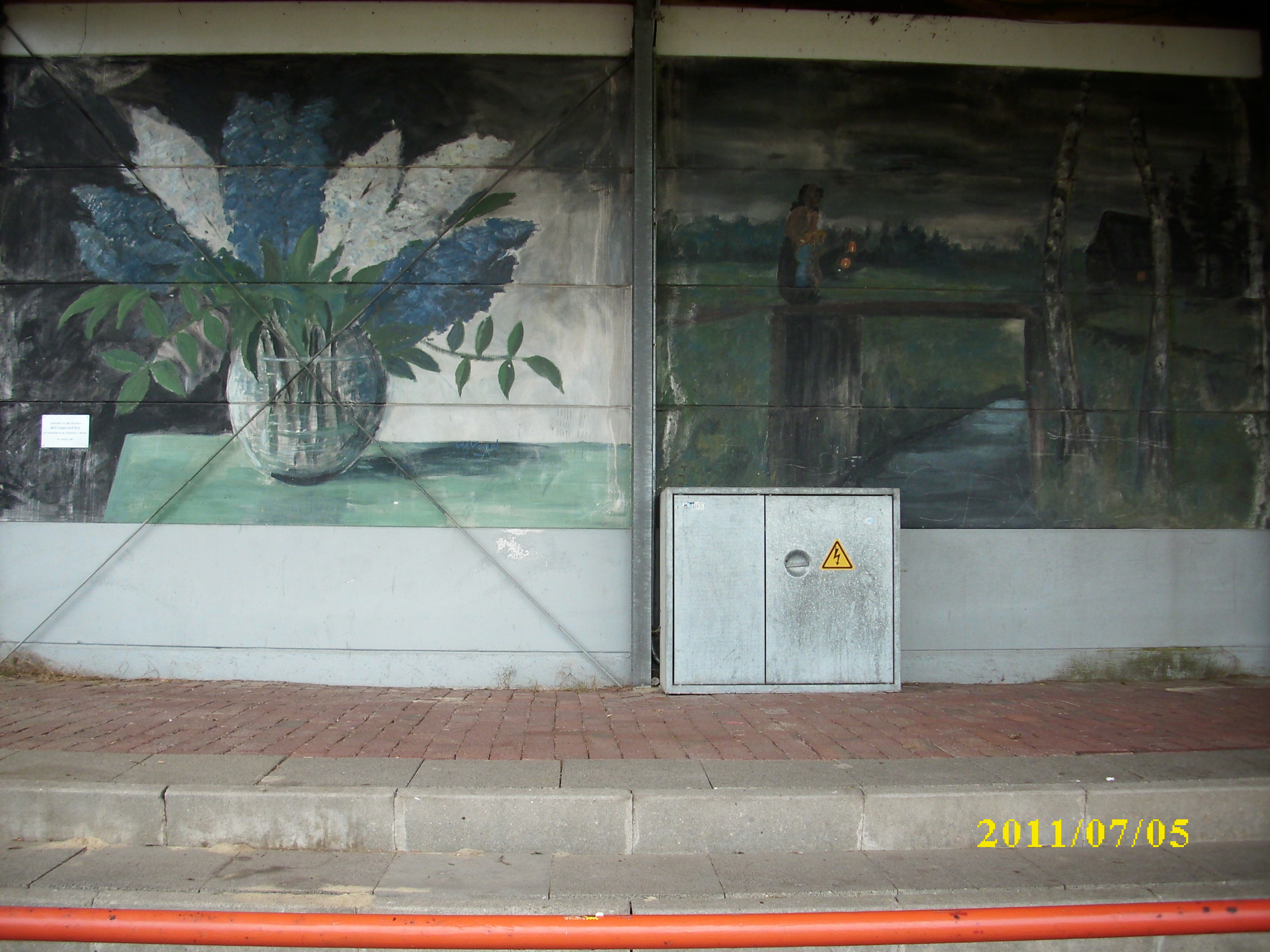
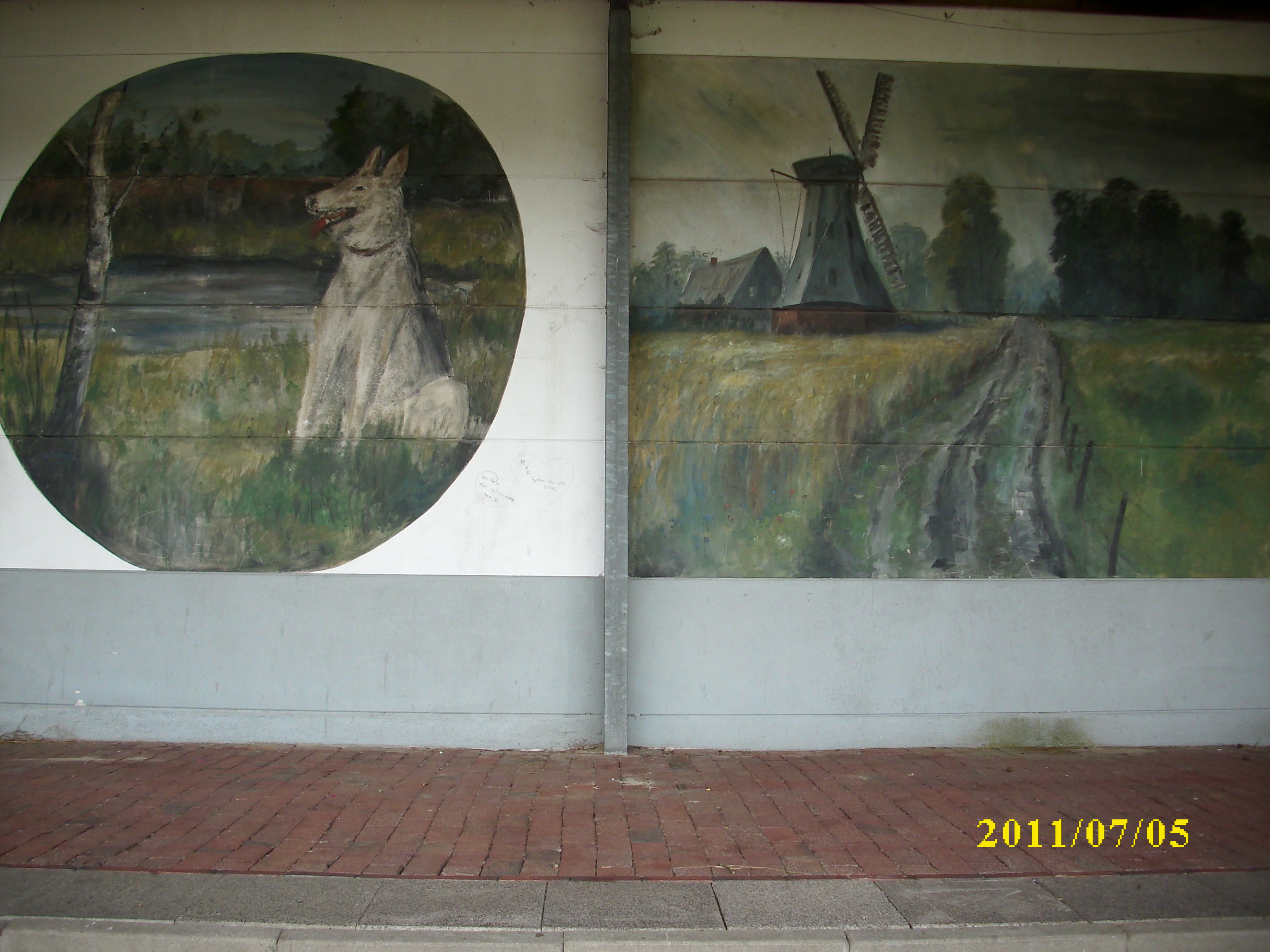
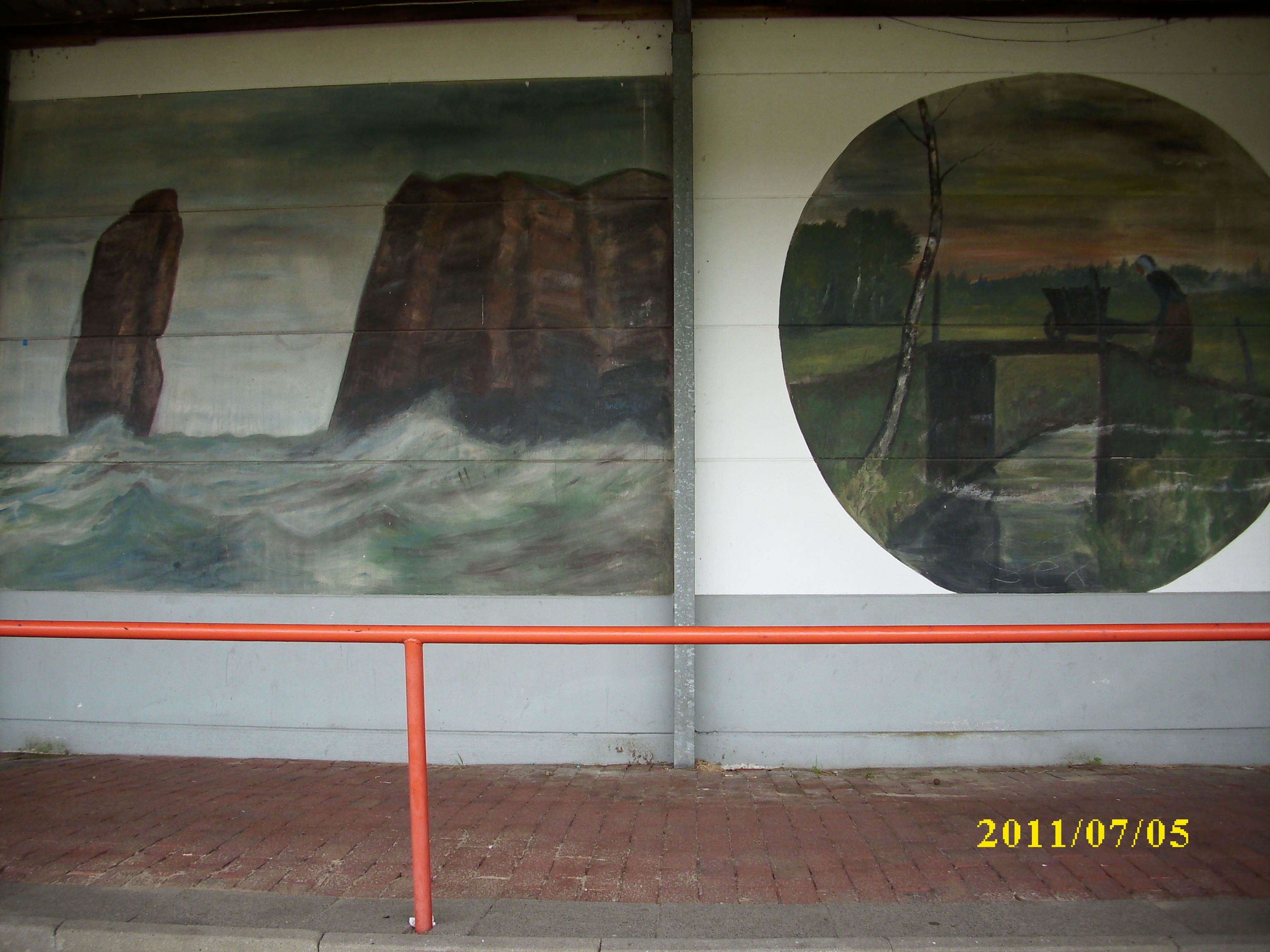
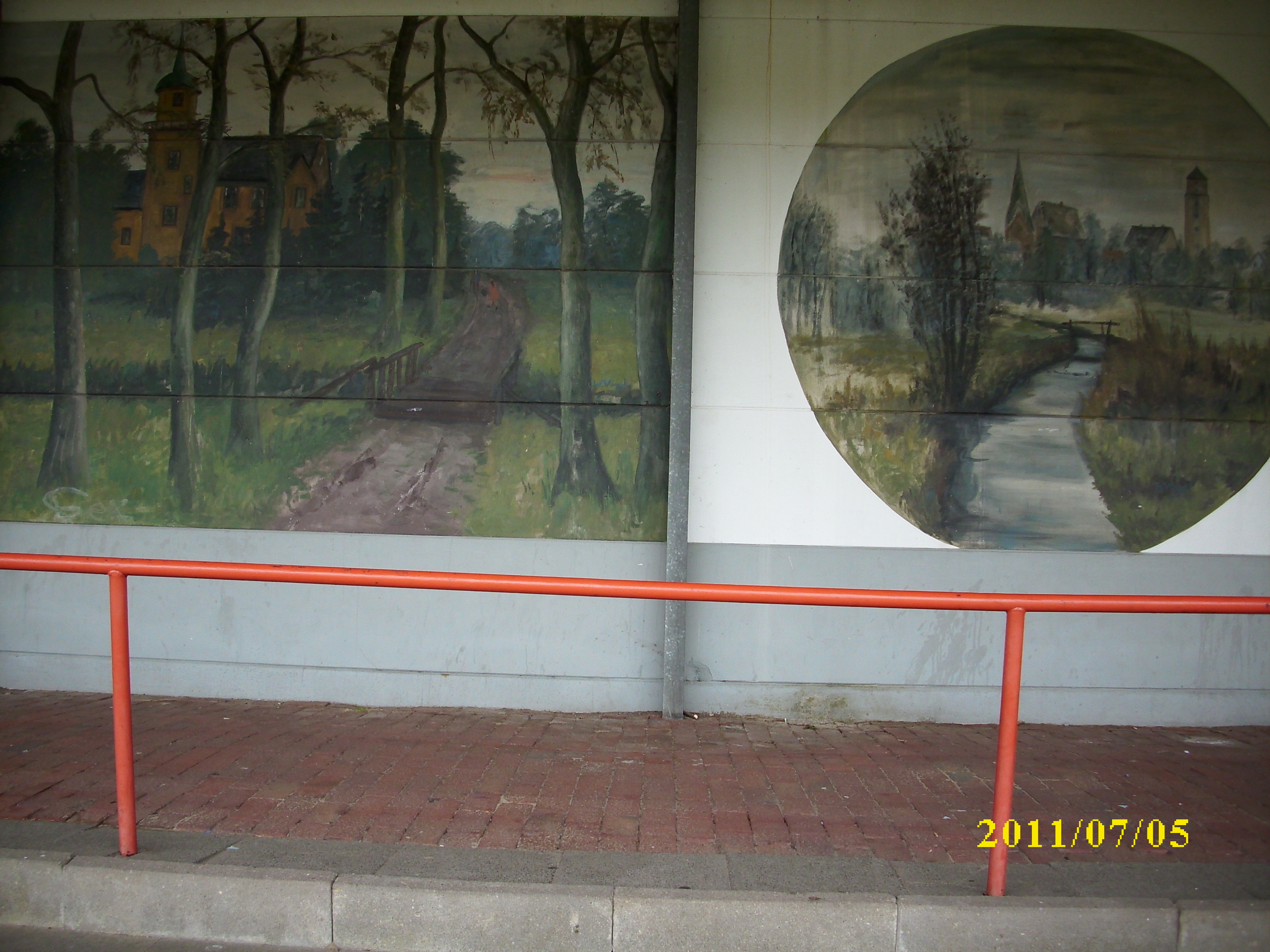
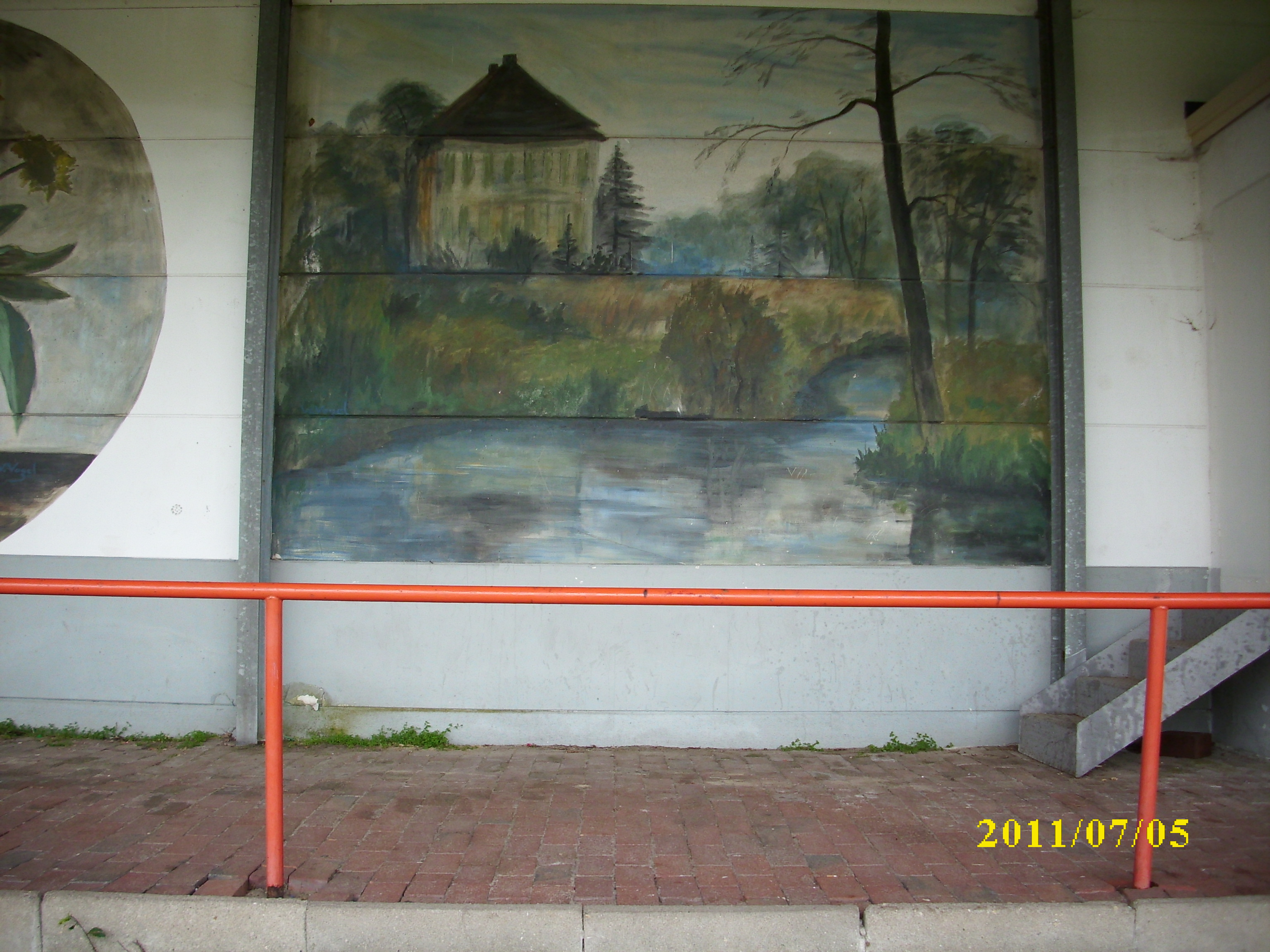

## Ausstellungen (Auswahl)
- 2019: Rathausgalerie Schwanewede[4]
- 1991: Gedächtnisausstellung im Haus Blomendal in Bremen-Blumenthal
- 1982: auf Einladung der Parlamentarischen Gesellschaft in Bonn
- 1954: Galerie Netzel in Worpswede

## Auszeichnungen
- 1974: Bundesverdienstkreuz
- 1983: Bundesverdienstkreuz am Bande